# Канјон Лејк (Тексас)
Канјон Лејк (енгл. Canyon Lake) насељено је место без административног статуса у америчкој савезној држави Тексас.

## Демографија
По попису из 2010. године број становника је 21.262, што је 4.392 (26,0%) становника више него 2000. године.
| Група             | 2000.          | 2010.          |
| Белци             | 14.866 (88,1%) | 17.779 (83,6%) |
| Афроамериканци    | 53 (0,3%)      | 142 (0,7%)     |
| Азијати           | 31 (0,2%)      | 103 (0,5%)     |
| Хиспаноамериканци | 1.648 (9,8%)   | 2.842 (13,4%)  |
| Укупно            | 16.870         | 21.262         |